# Sarota completa
Sarota completa is een vlindersoort uit de familie van de prachtvlinders (Riodinidae), onderfamilie Riodininae.
Sarota completa werd in 1998 beschreven door Hall, J.